# Grace Kelly (actrice)
Grace Patricia Kelly (Philadelphia, Verenigde Staten, 12 november 1929 – La Colle, Monaco, 14 september 1982) was een Amerikaanse actrice die later de gemalin werd van prins Reinier III van Monaco. In het Nederlandse en Duitse taalgebied is zij ook bekend als prinses Gracia, maar officieel is haar voornaam altijd Grace gebleven.
Grace Kelly werd geboren in Philadelphia, Pennsylvania, haar vader John Brendan Kelly was van Ierse afkomst, haar moeder Margaret Katherine Majer was de dochter van Duitse immigranten. Haar vader had in 1920 in Antwerpen en 1924 in Parijs in totaal driemaal olympisch goud gewonnen met roeien. Hij maakte fortuin als bouwondernemer met de productie van bakstenen. Graces oudere broer John Brendan jr. volgde zijn vader en won olympisch brons in de skiff in Melbourne 1956. De Kelly Drive in Philadelphia is naar deze jongere broer genoemd.

## Carrière

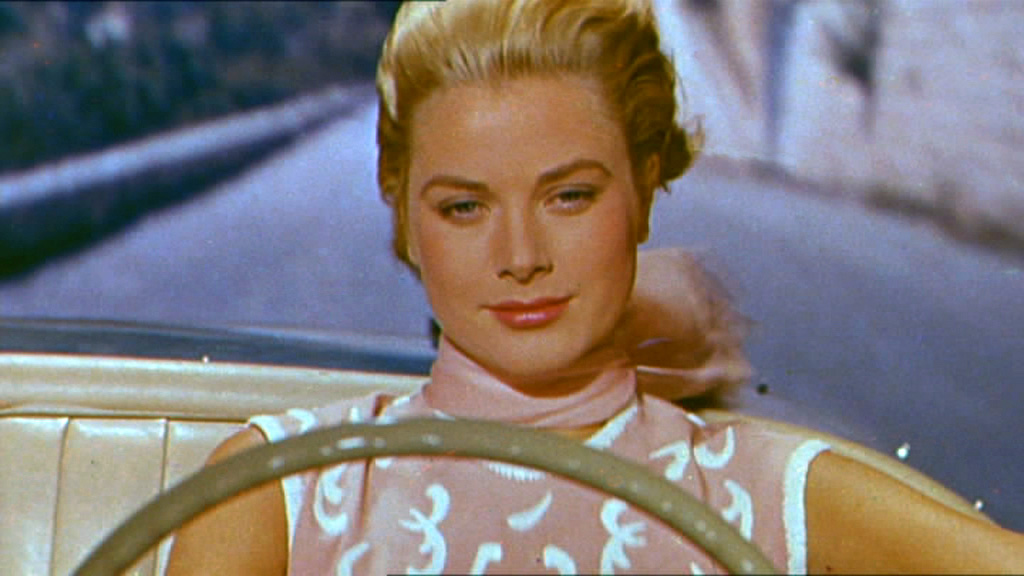
Kelly in To Catch a Thief (1955)

Hoewel haar familie erop tegen was dat Kelly actrice werd, besloot ze toch door te zetten en speelde ze op 22-jarige leeftijd in haar eerste film. De volgende jaren speelde Kelly in verschillende films, waaronder drie van Alfred Hitchcock en in de western High Noon van Fred Zinnemann. In 1955 kreeg ze een Oscar voor beste actrice in de film The Country Girl. Tijdens de opnames van deze film had ze een korte affaire met mede-acteur Bing Crosby, maar deze affaire werd geheimgehouden om de reputaties van beide acteurs te beschermen.
In 1956 speelde ze in haar laatste film, de muzikale komedie High Society. Door haar huwelijk met prins Reinier moest ze het acteren opgeven, dit was een moeilijke keuze voor haar.

## Huwelijk
Kelly was een aanvaardbare en aantrekkelijke bruid voor prins Reinier, mede omdat ze katholiek was. Bovendien ging het gerucht in die tijd dat Monaco weer bij Frankrijk gevoegd zou worden als prins Reinier niet voor een opvolger zou zorgen. Voordat Kelly in beeld kwam, had prins Reinier zes jaar lang een relatie met de Franse actrice Gisèle Pascal. Medisch onderzoek wees uit dat zij onvruchtbaar was, waarna prins Reinier de relatie moest verbreken. Er wordt ook beweerd dat dit een gerucht is dat door de oudere zus van prins Reinier, prinses Antoinette, in de wereld is geholpen om de kansen voor haarzelf en haar zoon op de troon te vergroten. Pascal zou later overigens toch kinderen krijgen.
Prins Reinier en prinses Grace huwden op 18 april 1956 burgerlijk en op 19 april 1956 kerkelijk. Zij kregen drie kinderen:
- Caroline Louise Marguerite (23 januari 1957)
- Albert Alexandre Louis Pierre (14 maart 1958), troonopvolger
- Stéphanie Marie Elisabeth (1 februari 1965).

Prinses Grace werd tijdens haar eerste zwangerschap gefotografeerd met een sac à dépêches. Ze poogde haar zwangerschap te verbloemen met de tas. Vanaf dat moment werd de tas de Kelly-tas genoemd. Hèrmes vroeg toestemming voor het officieel voeren van deze naam en zou deze vanaf 1977 voor de sac à dépêches gebruiken.

## Dood

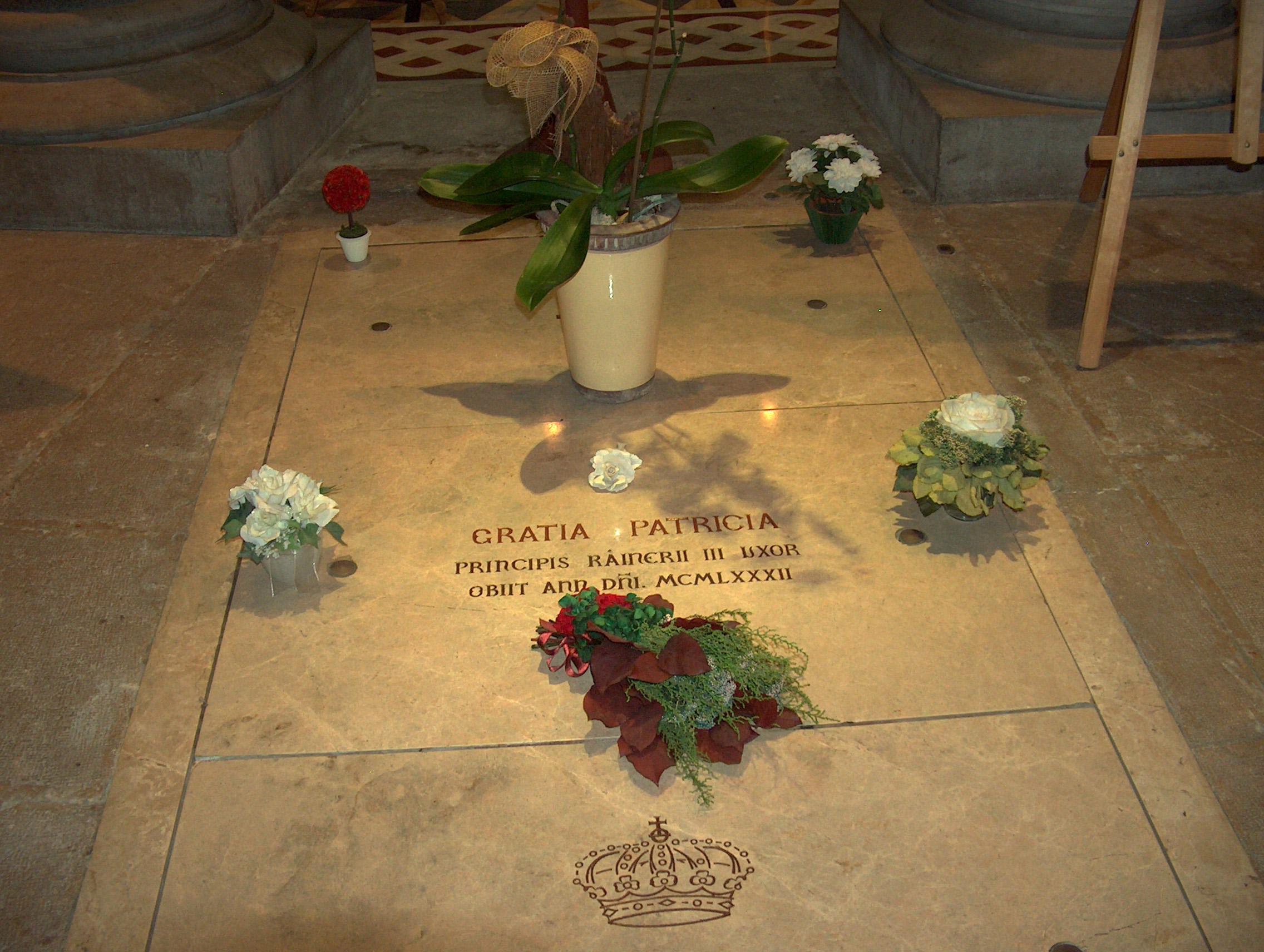
Grace Kelly's graf

Op maandag 13 september 1982, op 52-jarige leeftijd, kreeg prinses Grace een beroerte toen ze met haar Rover 3500 de Mont Agel afdaalde. Als gevolg hiervan verloor zij de controle over het stuur en kwam met de auto in een ravijn terecht. Ze overleed de volgende dag zonder nog bij bewustzijn te zijn geweest in het ziekenhuis te Monaco. Prinses Stéphanie, die naast haar had gezeten, liep bij dit ongeluk slechts lichte verwondingen op. Enkele jaren later bleek echter dat ze haar nek had gebroken. Lange tijd zijn er geruchten geweest dat niet prinses Grace maar de toen 17-jarige Stéphanie, zonder rijbewijs, aan het stuur zou hebben gezeten. Motor-deskundigen van Rover ontdekten later dat de prinses de auto tijdens de afdaling in modus 'Standaard' had laten staan, in plaats van over te schakelen naar de modus 'Bergen'; dit was een speciale versnelling, geschikt voor scherpe bochten en steile hellingen, die haar snelheid bij de afdaling aanzienlijk zou hebben gereduceerd.
Prinses Grace werd op zaterdag 18 september 1982 bijgezet in het familiegraf in de kathedraal van Monaco. Onder de 400 gasten waren enkele afgevaardigden van buitenlandse overheden en van enkele Europese koningshuizen aanwezig, onder meer: first lady Nancy Reagan, Danielle Mitterrand, prinses Diana en koning Boudewijn van België. Ongeveer 100 miljoen kijkers wereldwijd volgden de plechtigheid rechtstreeks op de televisie. Namens Nederland was prins Bernhard naar de uitvaart gekomen.

## Filmografie

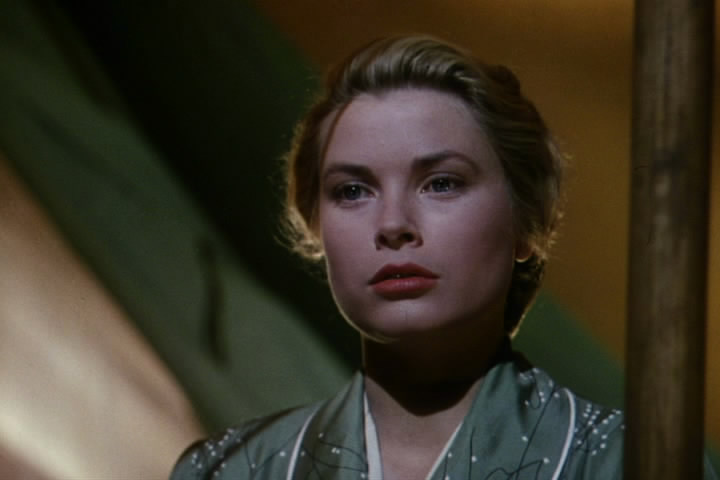
Kelly in Mogambo (1953)

- Fourteen Hours (1951)
- High Noon (1952)
- Mogambo (1953)
- Dial M for Murder (1954)
- Green Fire (1954)
- Rear Window (1954)
- The Country Girl (1954)
- The Bridges at Toko-Ri (1954)
- To Catch a Thief (1955)
- The Swan (1956)
- High Society (1956)

## NPO Radio 2 Top 2000
| Nummer met noteringen in de NPO Radio 2 Top 2000 | '99  | '00 | '01  | '02  | '03  | '04  |
| ------------------------------------------------ | ---- | --- | ---- | ---- | ---- | ---- |
| True Love (met Bing Crosby)                      | 1182 | -   | 1890 | 1842 | 1660 | 1951 |

1. ↑  Een '-' betekent dat het nummer niet was genoteerd en een vetgedrukt getal geeft de hoogste notering aan.
2. ↑  Deze tabel is bijgewerkt tot en met de laatste editie (2024).